# Buyina halifax
Buyina halifax är en spindelart som beskrevs av Davies 1998. Buyina halifax ingår i släktet Buyina och familjen Amphinectidae.
Artens utbredningsområde är Queensland. Inga underarter finns listade.